# Gertrud Cohn

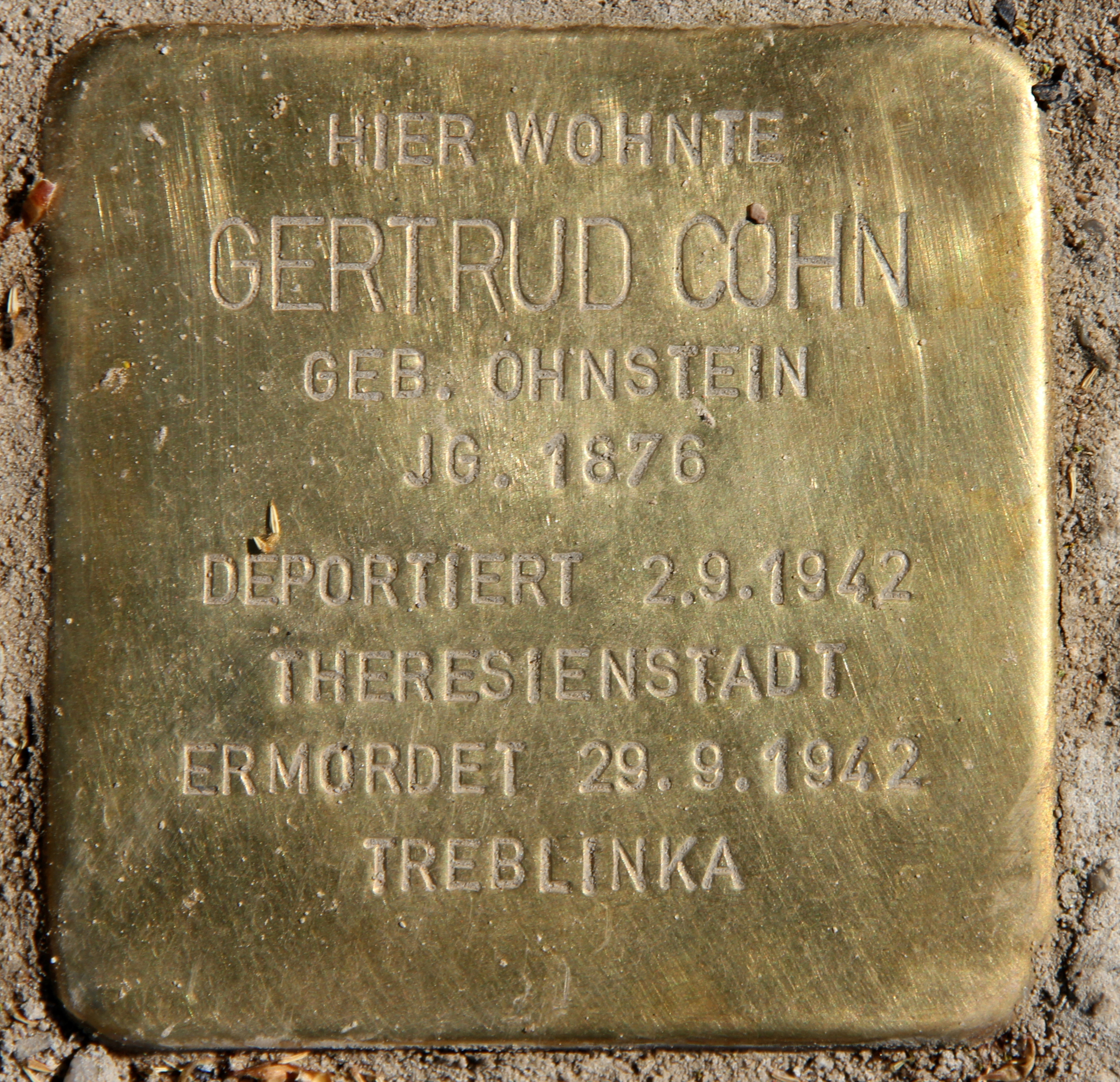
Stolperstein für Gertrud Cohn

Gertrud Cohn (geboren 21. Januar 1876 in Berlin als Gertrud  Ohnstein; ermordet am/nach dem 29. September 1942 in Treblinka) war ein deutsches Opfer des NS-Regimes.
Das Schicksal ihrer Familie wurde in Form eines Kinderbuchs veröffentlicht. Des Weiteren wurde das Buch Basis einer Ausstellung, eines Theaterstücks und eines Films.

## Leben
Gertrud Cohn war die Tochter des Kaufmanns Isidor Ohnstein und seiner Ehefrau Natalie. Sie besuchte die Viktoria-Schule in Berlin-Schöneberg. Am 1. Juli 1900 heiratete Gertrud Ohnstein den Kaufmann Hugo Cohn. Das Ehepaar bekam zwei Söhne: Ludwig, geboren am 27. April 1901 und den jüngeren Werner. Hugo Cohn starb 1928. Die Witwe lebte am Nikolsburger Platz 4 in guten Verhältnissen.
Aufgrund ihrer jüdischen Herkunft wurde Gertrud Cohn 1940 von den Nazis ihrer Wohnung verwiesen und musste in eine „Judenwohnung“ ziehen. Im Jahr 1941 ist die Landhausstraße 43 „bei Strauss“ nachgewiesen. Am 30. August 1942 wurde sie in die Sammelstelle im ehemaligen jüdischen Altenheim in der Großen Hamburger Straße 26 transportiert und am 2. September vom Anhalter Bahnhof nach Theresienstadt deportiert. Die Unterbringung im Ghetto hatte sie mit einem Heimeinkaufsvertrag zu finanzieren. Am 29. September 1942 wurde Gertrud Cohn in das Vernichtungslager Treblinka weitertransportiert und dort ermordet.
Ihre 1936 geborene Enkelin Susi Collm überlebte den Holocaust – getrennt von ihren Eltern in verschiedenen Verstecken. Ludwig Cohn hatte seinen Namen in „Collm“ geändert. Nach Kriegsende konnte er wieder als Gymnasiallehrer tätig sein und bezog mit seiner Familie eine Dienstwohnung in der Cecilien-Schule am Nikolsburger Platz 5. Susi Collm wanderte später in die Vereinigten Staaten aus.

## Rezeption
Am Nikolsburger Platz 4 befindet sich heute ein Spielplatz. Am 29. April 2012 verlegte der Künstler Gunter Demnig dort elf „Stolpersteine“, die Schüler, Eltern und Lehrer der gegenüberliegenden Cecilien-Schule gespendet hatten. Mit einer szenischen Aufführung gedachten die Schüler der Ermordung der einstigen Anwohner und der Vertreibung jüdischer Schülerinnen von ihrer Schule.
Birgitta Behr, eine der Lehrerinnen mit dem Hauptfach Kunst, verfasste und illustrierte das Kinderbuch Susi. Die Enkelin von Haus Nummer 4 und die Zeit der versteckten Judensterne in Form einer Graphic Novel, die 2016 erschien. Die Buchpräsentation in der Schule verband Hörspiel, Bühnen- und Filmaufführung. Im folgenden Jahr wurde „Susi“ als Beitrag der Schule im Rahmen des Jugendforums denk!mal '17 mit 49 anderen Projekten im Berliner Abgeordnetenhaus ausgestellt.
Das Museum Charlottenburg-Wilmersdorf zeigte vom 19. Januar bis zum 16. Juni 2019 in der Villa Oppenheim die Sonderausstellung Susi, die Enkelin von Haus Nr. 4, die nach der Geschichte in Form eines „begehbaren Comics“  ebenfalls von Birgitta Behr initiiert und konzipiert wurde. Zum Programm gehörten vielfältige Vermittlungsangebote für Schulklassen sowie Lehrerhandreichungen, Arbeitsblätter und Begleitmaterialien. Die Ausstellung comiXconnection im Berliner Museum Europäischer Kulturen zeigt das Buch als Beispiel für die vermittelnde Funktion von Comics.